# Live at Sioux Falls South Dakota!
Live at Sioux Falls South Dakota! är ett livealbum med Lillebjørn Nilsen och Steinar Ofsdal. Albumet spelades in i juli 1979 under Nordland Fest i Sioux Falls i South Dakota i USA. Live at Sioux Falls South Dakota! utgavs i USA 1979 med engelska låttitlar av skivbolaget Skandisk Music. 1980 utgavs albumet i Norge av skivbolaget NorDisc, som LP och kassett. Albumet återutgavs 2006 på CD av Grappa Music Group.

## Låtlista
Sida 1
1. "Brudemarsj fra Telemark" – 0:59
2. "Lisbet Trutas avskjedvise" – 3:04
3. "E Grusk kjerring / Vals Fra Numedal" – 2:55
4. "Valle Auto & Bensin / Sordølen" – 4:58
5. "Fjelltrall" – 2:35
6. "Ola Tveiten" – 5:12

Sida 2
1. "Blåmann, Blåmann Bukken Min" – 2:47
2. "Den bakvendte visa" – 3:09
3. "Å kjøre vatten" – 4:18
4. "To Reinlendere" – 3:10
5. "Bonden og kråka / Jenta Med Garden" – 4:58
6. "Oleanna" – 5:36